# ポモリエ
ポモリエ（ブルガリア語: Помо̀рие、ラテン文字転写:Pomorie、旧称はギリシャ語でアンヒアロス、Αγχίαλος、Anchialos、ラテン語でアンキアルス、Anchialus、ブルガール語でトゥトム、Tuthom、ブルガリア語でアンヒアロ、Анхиало、Anhialo、トルコ語でアフヨル、Ahyolu）はブルガリア南東部、ブルガス州に位置する町で、黒海沿いのリゾート地。黒海岸のブルガス湾にある細い岩の半島の中にある。ブルガスから20キロメートル、サニー・ビーチから18キロメートルに位置している。塩分の強い潟湖であるポモリエ湖（Поморийско езеро、Pomoriysko ezero、en）はブルガス諸湖（Бургаски езера、Burgaski ezera、en）の北端に位置している。
ポモリエは古代都市であり、今日では重要な観光地となっている。位置は北緯42度33分 東経27度39分 / 北緯42.550度 東経27.650度である。

## 歴史

### 古代ギリシャの植民地、ローマ帝国の拠点
アンヒアロス（ポモリエ）は、おそらく紀元前5世紀から紀元前4世紀ごろ、アポロニア（Apollonia、現在のソゾポル）の植民地として建設されたと考えられ、その名前はストラボンの『地理誌』に小さな町として記載されている。紀元前2世紀、アンヒアロスは一時期メッセンブリア（Messembria、現在のネセバル）によって征服されたが、アポロニアによって再征服され、要塞化された壁は破壊された。アンヒアロスの名前は古代ギリシャ語の「anchi-」（近くに）と「als-」（塩、あるいは海を表す詩的な語）に由来している。紀元前72年-紀元前71年頃から始まったローマ帝国の攻勢の後、黒海西岸地域は紀元前29年から紀元前28年にかけて、マルクス・リキニウス・クラッスス統治下のローマ帝国によって完全に征服された。アンヒアロスの要塞化城壁はこの間に再び建造されたことが、トミス（コンスタンツァ）へ向かったオウィディウスによって紀元9年に明らかにされている。紀元1世紀初期、アンヒアロスはオドリュサイ王国（en）の戦略的拠点となり、ビザンティン帝国初期の歴史家プロコピウスによると6世紀にはトラキア人が居住していた。オドリュサイ王国の自治独立は紀元45年に停止され、アンヒアロスはローマ属州トラキアの一部となり、町は公式に皇帝トラヤヌスのものと宣言された。この頃、町はアウグスタ・トラヤナ（スタラ・ザゴラ）に接する広大な領地を支配し、西はトゥンジャ（Tundzha）、北はメッセンブリア、南はブルガス湖（en）にまで及んでいた。アンヒアロスはローマ都市の様相を呈し、特に2世紀から3世紀にかけてセウェルス朝の元で大きく栄え、トラキアで最も重要な輸出入の拠点として富を蓄えた。

### ビザンティン時代初期
しかしながら、3世紀中ごろの北方からの蛮族の侵入によってその栄華は終わりを告げ、270年にはゴート族によって一時的に町は征服された。ディオクレティアヌスは294年10月28日から10月30日までアンヒアロスに滞在した。ディオクレティアヌスおよび大帝コンスタンティヌス1世の修復によって町は再び繁栄を取り戻し、帝国の新しい首都となったコンスタンティノポリスへの地理的な近さによって、アンヒアロスは食料供給拠点となった。
東ゴート王国のテオドリック大王が476年にアドリアノープルへの途上でアンヒアロスを訪れた。ビザンティンの高位の将軍ウィタリアヌス（Vitalian）は513年にこの地域で反乱を起こし、515年に将軍が敗北するまでの間、一時的にアンヒアロスや周辺の町を支配下に置いた。これは将軍によるコンスタンティノープル攻撃のためにこの地域の船を利用するためであった。5世紀から6世紀にかけてアンヒアロスは自治大主教区（autocephalous archbishopric）となった。

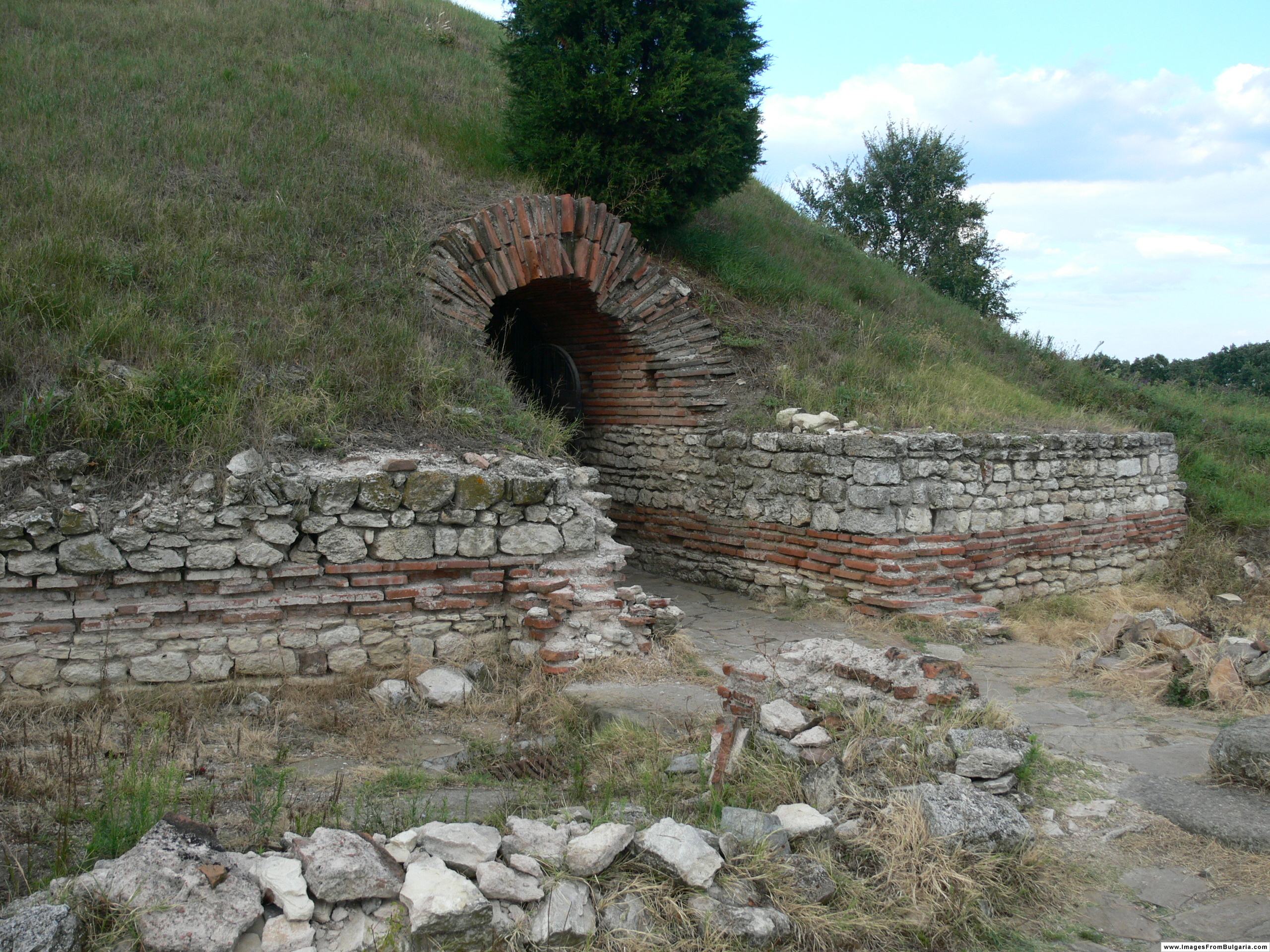
ポモリエの古代トラキア人の墳墓

スラヴ人とアヴァール人が侵入し584年にアンヒアロスは征服され、その城壁は破壊された。アヴァールのカーガーンであるバヤン（Баян、Bayan）は町に数ヶ月にわたって居住し、ビザンティンとの間に講和条約を結んだ。ビザンティンの皇帝マウリキウスによる北方への征伐の直前に、皇帝は町の復興を見るためにアンヒアロスを訪れた。

### ビザンティン帝国、ブルガリア帝国時代
681年以降、第一次ブルガリア帝国の形成の過程において、アンヒアロスは2つの帝国の衝突の中で重要な役割を果たした。708年にビザンティンの皇帝ユスティニアノス2世の軍は、この近辺でブルガリア帝国のハーン、テルヴェル（Тервел、Tervel）によって完敗させられた。763年6月30日、テレツ（Телец、Telets）率いるブルガール人の軍はコンスタンティノス5世によって敗北を喫した。766年6月21日には、同じくコンスタンティノス5世の2600隻の大型船が皇帝の待つアンヒアロスに向かう途上で沈没、皇帝はアンヒアロスからコンスタンティノープルへの撤退を余儀なくされた。
783年、エイレーネーはトラキア征伐を指揮し、アンヒアロスの破壊された城壁を修復した。町は812年にブルガリア帝国のハーン、クルム（Крум、Krum）によって征服され、ブルガール人とスラヴ人が入植した。ビザンティンは864年にアンヒアロスの支配を回復した。
アンヒアロスの戦い（en）はこの町の近くで917年8月20日に発生し、ブルガリア帝国の皇帝シメオン1世の最大の戦果のひとつとなった。シメオンの軍は、より規模の大きかったビザンティンの将軍レオ・フォカス（Leo Phocas）率いる軍を敗走させた。ビザンティン帝国によってブルガリア帝国が再征服されたのに伴って町が再びビザンティン支配下となる971年までの間、ブルガリア帝国が町を支配した。第二次ブルガリア帝国としてブルガリアが再興すると、町がヴェネツィアの騎士アマデウス6世（en）によって征服される1366年までの間、幾度にもわたってビザンティンとブルガリアに交互に支配された。

### オスマン帝国時代
オスマン帝国がバルカン半島に侵入を始める14世紀以降、アンヒアロスはコンスタンティノープル陥落の1453年までビザンティンの防壁であり続けた。オスマン帝国の支配下でアンヒアロスは、ソゾポルを含む一帯の町（kaza）の中心となった。町はコンスタンディヌーポリ総主教庁の教区のひとつの中心となり、1453年以降19世紀初期にいたるまで有力なビザンティンの貴族の家系が居住するなど、文化的、宗教的、経済的、政治的中心地であり続けた。アンヒアロスからはミハイル3世（1170–1178）、イェレミアス2世（1572–1579, 1580–1584, 1587–1595）の2人のコンスタンディヌーポリ総主教が輩出された。
1828年から1829年にかけての露土戦争の間、1829年7月11日にアンヒアロスはロシア帝国に征服され、その後1年間にわたって保持された。この頃、町の住民の中心はギリシャ人とブルガリア人であり、人口はおおよそ5千-6千人程度、6つの正教会の聖堂と1つのモスクがあった。ロシアの軍が東ブルガリアから撤退してからは、多くの人々がキリスト教徒の地である北へ避難した。聖ゲオルギ修道院が1856年に建てられた。

### ブルガリア解放以降
アンヒアロスは1878年1月27日にオスマン帝国の支配を脱し、1886年のブルガリア統一までの間東ルメリ自治州の一部となった。19世紀から20世紀にかけて、ブルガスの急速な発展に伴って町は次第にブルガリア黒海岸南部での重要性を失っていった。町は塩とワインの生産の中心地として再興され、1934年に「po」（隣接）+「more」（海）の語からポモリエと改称された。町には東トラキアからの難民、とくに第一次世界大戦以降のロゼングラト（Лозенград、Lozengrad、トルコ語名:クルクラレリ、Kırklareli）からの難民の居住地となり、他方ギリシャ人は町を追われギリシャ領に新アンヒアロス（ネア・アンヒアロス、Νέα Αγχίαλος、Nea Anchialos）を建設した。

## 気候
| ポモリエの気候         | ポモリエの気候 | ポモリエの気候 | ポモリエの気候 | ポモリエの気候 | ポモリエの気候 | ポモリエの気候 | ポモリエの気候 | ポモリエの気候 | ポモリエの気候 | ポモリエの気候 | ポモリエの気候 | ポモリエの気候 | ポモリエの気候 |
| 月                     | 1月            | 2月            | 3月            | 4月            | 5月            | 6月            | 7月            | 8月            | 9月            | 10月           | 11月           | 12月           | 年             |
| ---------------------- | -------------- | -------------- | -------------- | -------------- | -------------- | -------------- | -------------- | -------------- | -------------- | -------------- | -------------- | -------------- | -------------- |
| 最高気温記録 °C （°F） | 20.1 (68.2)    | 23.2 (73.8)    | 27.3 (81.1)    | 31.8 (89.2)    | 34.9 (94.8)    | 42.8 (109)     | 41.3 (106.3)   | 41.7 (107.1)   | 36.2 (97.2)    | 34.0 (93.2)    | 27.2 (81)      | 22.8 (73)      | 42.8 (109)     |
| 平均最高気温 °C （°F） | 4.8 (40.6)     | 6.4 (43.5)     | 9.5 (49.1)     | 14.1 (57.4)    | 19.8 (67.6)    | 24.6 (76.3)    | 27.5 (81.5)    | 27.3 (81.1)    | 23.6 (74.5)    | 18.9 (66)      | 13.1 (55.6)    | 7.6 (45.7)     | 16.4 (61.5)    |
| 日平均気温 °C （°F）   | 1.7 (35.1)     | 2.8 (37)       | 5.4 (41.7)     | 10.1 (50.2)    | 15.7 (60.3)    | 20.2 (68.4)    | 23.0 (73.4)    | 23.0 (73.4)    | 19.3 (66.7)    | 14.5 (58.1)    | 9.5 (49.1)     | 4.5 (40.1)     | 12.5 (54.5)    |
| 平均最低気温 °C （°F） | −1.5 (29.3)    | −0.6 (30.9)    | 1.7 (35.1)     | 5.8 (42.4)     | 10.7 (51.3)    | 15.1 (59.2)    | 17.4 (63.3)    | 17.1 (62.8)    | 14.4 (57.9)    | 10.4 (50.7)    | 5.9 (42.6)     | 1.2 (34.2)     | 8.1 (46.6)     |
| 最低気温記録 °C （°F） | −21.6 (−6.9)   | −19.5 (−3.1)   | −15.0 (5)      | −1.5 (29.3)    | 2.2 (36)       | 6.0 (42.8)     | 10.2 (50.4)    | 10.9 (51.6)    | 4.0 (39.2)     | −1.2 (29.8)    | −9.6 (14.7)    | −15.0 (5)      | −21.6 (−6.9)   |
| 降水量 mm （inch）     | 38 (1.5)       | 36 (1.42)      | 32 (1.26)      | 39 (1.54)      | 48 (1.89)      | 48 (1.89)      | 33 (1.3)       | 25 (0.98)      | 31 (1.22)      | 45 (1.77)      | 51 (2.01)      | 47 (1.85)      | 473.0 (18.622) |
| 平均降水日数           | 8.1            | 7.5            | 8.1            | 9.7            | 9.2            | 9.1            | 6.1            | 4.7            | 5.3            | 6.6            | 9.0            | 9.1            | 92.6           |
| % 湿度                 | 80.2           | 77.6           | 75.3           | 76.4           | 76             | 73.4           | 70.9           | 71.4           | 72.2           | 77.1           | 79.2           | 80.6           | 75.9           |
| 平均月間日照時間       | 76             | 110            | 147            | 207            | 278            | 302            | 339            | 323            | 264            | 185            | 118            | 63             | 2,412          |
| 出典：stringmeteo.com  |                |                |                |                |                |                |                |                |                |                |                |                |                |

## 観光
- 市美術館・ギャラリー
- 塩の博物館
- 古代トラキア人の墳墓（紀元3世紀）
- 19世紀の伝統的木造建築
- 生神女誕生聖堂（1890年）
- 救世主顕栄教会（1765年）
- 聖ゲオルギ修道院（1856年）
- ペヨ・ヤヴォロフ（en）の岩

## 町村
ポモリエ基礎自治体（Община Поморие）には、その中心であるポモリエをはじめ、以下の町村（集落）が存在している。
- Александрово（Aleksandrovo）
- Ахелой（Aheloy）
- Бата（Bata）
- Белодол（Belodol）
- Габерово（Gaberovo）
- Горица（Goritsa）
- Гълъбец（Galabets）
- Дъбник（Dabnik）
- Каблешково（Kableshkovo）

- Каменар（Kamenar）
- Козичино（Kozichino）
- Косовец（Kosovets）
- Лъка（Laka）
- Медово（Medovo）
- Поморие（Pomorie）
- Порой（Poroy）
- Страцин（Stratsin）